# Giacomo Raffaelli (pallavolista)
Giacomo Raffaelli (Grosseto, 7 febbraio 1995) è un pallavolista italiano, schiacciatore dell'Atlantide Brescia.

## Carriera
La carriera di Giacomo Raffaelli inizia nelle giovanili della Pallavolo Piacenza per poi passare nel 2012 nella squadra federale del Club Italia con cui, nella stagione 2014-15 la Serie B1. In questo periodo fa parte delle nazionali giovanili italiani e in particolare, nel 2015, oltre ad esordire nella nazionale maggiore, con quella under 23, si aggiudica la medaglia di bronzo al campionato mondiale.
Nella stagione 2015-16 viene ingaggiato dall'Emma Villas Volley di Siena, in Serie A2, mentre nella stagione successiva esordisce in Superlega con il Gruppo Sportivo Porto Robur Costa, con cui vince la Challenge Cup 2017-18; con la nazionale si aggiudica la medaglia d'oro ai XVIII Giochi del Mediterraneo e alla XXX Universiade.
Nella stagione 2019-20 si trasferisce in Francia, dove disputa la Ligue A con lo Stade Poitevin, con cui conquista la vittoria della Coppa di Francia 2019-20, conclusa all'inizio della stagione successiva, a seguito della sospensione delle attività dovute al diffondersi della pandemia di COVID-19.
Rientra in Italia per l'annata 2021-22 firmando per la Top Volley Latina, in Superlega, stessa categoria dove milita nella stagione 2022-23 ritornando all'Emma Villas e in quella 2023-24 ma con la Prisma Taranto. Per il campionato 2024-25 veste la maglia dell'Atlantide Brescia, in Serie A2, ottenendo il successo nella Coppa Italia di categoria.

## Palmarès

### Club
- Coppa di Francia: 1

2019-20
- Coppa Italia di Serie A2: 1

2024-25
- Challenge Cup: 1

2017-18

### Nazionale (competizioni minori)
- Campionato mondiale under 23 2015
- Giochi del Mediterraneo 2018
- Universiade 2019